# Lijn 8 (metro van Shanghai)
Lijn 8 is een lijn van de metro van Shanghai. De lijn loopt van noord naar zuid, van station Shiguang Road in het stadsdeel Yangpu naar station Shendu Highway in het stadsdeel Minhang. De gebruikte lijnkleur is blauw.
Lijn 8 zou in de oorspronkelijke plannen in zuidelijke richting verlengd worden, van Shendu Highway naar station Huizhen Road. Deze verlenging is uiteindelijk in de vorm van een aparte lijn uitgevoerd. Deze volledig geautomatiseerde metrolijn, de Pujiang Line, is in 2018 geopend.